# 維克多·伊格伯內弗
維克多·伊格伯內弗（Victor Chukwuekezie Igbonefo，1985年10月10日—）是一名在奈及利亞出生的印尼足球運動員，目前效力於印超的阿雷馬，位置後衛。他被評為印超聯賽的最佳後防之一，以身高高度、對抗強度及紀律表現較為突出。

## 國家隊生涯
2011年10月10日，印尼足球協會宣布伊格伯內弗正式歸化印尼，並在2013年3月23日對沙烏地阿拉伯的友誼賽上首次代表印尼上陣。

## 榮譽

### 俱樂部榮譽
佩西普拉
- 印尼聯賽（1）：2005
- 印尼超級聯賽（2）：2008–09、2010–11
- 印尼社區盾（1）：2009

## 外部連結
- World Football （页面存档备份，存于）
- Liga Indonesia